# Krausz Tamás
Krausz Tamás, KT (Kunszentmárton, 1948. február 24. –) magyar történész, ruszista, az MTA doktora, a történettudomány kandidátusa. Az ELTE BTK Történeti Intézet professor emeritusa, a rendszerkritikus szellemi baloldal markáns egyénisége.

## Élete
Szüleivel négyéves korában költöztek Kunszentmártonból Budapestre. A fővárosban végezte az általános és a középiskolát, diplomát a debreceni Kossuth Lajos Tudományegyetemen szerzett történelem-orosz szakon, 1973-ban. Doktori disszertációját 1976-ban a bolsevizmus és a nemzeti kérdés összefüggéseiről írta. 1981-ben szerzett kandidátusi fokozatot az orosz történelmi fejlődés sajátszerűségeinek historiográfiájáról írott munkájával. Az MTA doktora címet 1994-ben nyerte el Szovjet thermidor című művével, amely a sztálinizmus szellemi-politikai feltételeit tárgyalta.
1982-től az Eötvös Loránd Tudományegyetem Bölcsészettudományi Kar Kelet-Európa Története Tanszékén tanít. 1988-tól másodállásban docens, 1997 februárjától főállású docens, 2000 júliusától egyetemi tanár (a Ruszisztikai Központban), 2002 júliusától a tanszék vezetője. 2018 februárjától professor emeritus.
1987-ben fél évig IREX ösztöndíjjal az Amerikai Egyesült Államokban kutatott ruszisztikai-szovjetológiai témákat, 1996-ban és 1997-ben Moszkvában járt egy hosszabb tanulmányúton.
Dolgozott a Politikatörténeti Intézet tudományos főmunkatársaként is, ahol főként a Szovjetunió történetével foglalkozott. A Szovjetunió felbomlása után a Posztszovjet füzetek című periodikát szerkesztette. 1989-től alapító szerkesztője a hazai marxista elméleti folyóiratnak a negyedévente megjelenő Eszmélet-nek. Tanácsadóként, illetve szerkesztőként részt vesz a londoni Contemporary Politics, a sydney-i Links és a moszkvai Alternativi folyóiratok munkájában. Szvák Gyulával együtt szerkeszti a Ruszisztikai Könyvek című sorozatot.

## A politikában
A Magyar Szocialista Párt (MSZP) Baloldali Tömörülés Platformjának egyik alapítója és meghatározó személyisége volt, éveken át alelnöke is. A Baloldali Alternatíva Egyesülés alapító szóvivője (1988. szeptember 28.).
2009. április 7-én a Népszabadságban megjelent „Good bye MSZP!” című írásában bejelentette, hogy kilépett az MSZP-ből, azzal az indoklással, hogy a nagytőke nyomása alatt az MSZP elvesztette szociális arculatát. Bejelentése két nappal követte az MSZP kongresszusát, amelyen nagy többséggel a jelentős megszorításokat tervező Bajnai Gordont jelölték Gyurcsány Ferenc utódjának a miniszterelnöki poszton.

## Közéleti és ismeretterjesztő tevékenysége
Krausz Tamás a Király Tamás által vezetett Ultrahang-csatorna legnépszerűbb szakértői közé tartozik. (Egyes podcastjai több tízezres nézettséget is elérnek.) Leginkább az orosz-ukrán háborúval és a közel-keleti konfliktussal kapcsolatban szokták kikérni a véleményét. 

## Díjai
- Demény Pál-emlékérem (1991)
- A Magyar Köztársasági Érdemrend tisztikeresztje (2005) – 2016-ban visszaadta.
- Lukács György-díj (2010)
- Az Oroszországi Föderáció Barátságért érdemrend kitüntetése (2013)[3]
- Radnóti Miklós antirasszista díj (2014)
- Deutscher Memorial Prize (2015)[4]

## Főbb művei
- Az egységpolitika és a munkásmozgalom Nyugat-Európában. Összeállítás a külföldi politikai irodalomból, 1976–1977; összeáll. Gazdag Ferenc, Krausz Tamás, Mesterházi Miklós; Országgyűlési Könyvtár, Bp., 1978
- Az orosz történelem egyetemessége és különössége; szerk. Krausz Tamás, Szvák Gyula, Béládi László, szövegvál., bev. Krausz Tamás, Szvák Gyula; ELTE, Bp., 1984 (Fejlődés-tanulmányok. Regionális sorozat)
- Szakszervezetek és államhatalom. Dokumentumok a szovjet-oroszországi szakszervezetek történetéből, 1917–1923; szerk. Béládi László, Krausz Tamás, vál., előszó Krausz Tamás; ELTE, Bp., 1985 (Politikatudományi füzetek)
- Mű és történelem. Viták Lukács György műveiről a húszas években (MTA Lukács Archívum, 1985) – Mesterházi Miklóssal
- A cártól a komisszárokig. Az 1917-es oroszországi forradalmak történetéből (Kossuth, 1987) ISBN 963 09 3097 8
- Életrajzok a bolsevizmus történetéből (ELTE ÁJK, 1987) – Béládi Lászlóval
- Leszállt-e Hruscsov Kijevben? Hruscsov és kora; szerk., előszó Krausz Tamás; Kolibri, Bp., 1988
- Válaszúton. "Létező szocializmus" – politikai átmeneti időszak? – szocializmus? – kapitalizmus?; vál., szerk. Krausz Tamás, Tütő László; ELTE ÁJTK Politikatudományi Tanszékcsoport, Bp., 1988 (Politikatudományi füzetek)
- Béládi László–Krausz Tamás: Sztálin. Történelmi vázlat; Láng, Bp., 1988 (Korképek és kórképek)
- Bolsevizmus és nemzeti kérdés. Adalékok a nemzeti kérdés bolsevik felfogásának történetéhez, 1917–1922 (Akadémiai, 1989)
- 1921. Megkésett tudósítás a bolsevik párt X. kongresszusáról; dokumentumvál., előszó Krausz Tamás, ford. Durucskó Mihály; MKKE Studium Generale, Bp., 1989 (Unicornis sorozat)
- Pártviták és történettudomány. Viták "az orosz történelmi fejlődés sajátosságairól", különös tekintettel az 1920-as évekre; Akadémiai, Bp., 1991 (Értekezések a történeti tudományok köréből)
- Oroszország és a Szovjetunió XX. századi képes történeti kronológiája, 1900–1991; szerk. Krausz Tamás, Szilágyi Ákos; Akadémiai, Bp., 1992
- Orosz forradalom – szovjet történelem. A Magyar Ruszisztikai Intézet és a Politikatörténeti Intézet 1992. november 20-i konferenciájának szerkesztett anyaga; szerk. Krausz Tamás, Varga Lajos; Magyar Ruszisztikai Intézet, Bp., 1993 (Szovjet füzetek)
- Megélt rendszerváltás. Publicisztikai írások, 1989–1994 (Cégér Könyvkiadó Kft., 1994)
- Oroszországi alternatívák, 1917–1928 (Korona, 1995)
- Sztálin – 1996. Történelmi esszé; Útmutató, Bp., 1995 (Változó világ)
- Önkormányzás vagy az elitek uralma; szerk. Krausz Tamás, Márkus Péter; Liberter, Bp., 1995
- A sztálini rendszer kialakulásának történelmi okairól és jellegéről; ELTE BTK–MTT Tanári Tagozat, Bp., 1995 (Történelemtanári füzetek)
- Oroszországi alternatívák, 1914–1928; Korona, Bp., 1995 (A történelem alternatívái)
- The anti-capitalist left on the eve of the 21st century. Social and political restructuring and perspectives. International conference 16–18 September 1994, Budapest; szerk. Krausz Tamás, Tütő László, Susan Zimmermann; Liberter, Bp., 1996 (Eszmélet füzetek)
- Szovjet thermidor. A sztálini fordulat szellemi előzményei, 1917–1928 (Napvilág, 1996) (oroszul is)
- Diktátorok, diktatúrák. Ormos Mária, Székely Gábor, Krausz Tamás, Harsányi Iván, Pankovits József írásai; előszó Erényi Tibor; Napvilág, Budapest, 1997 (Akik nyomot hagytak a 20. századon)
- 1917 és ami utána következett. Előadások és tanulmányok az orosz forradalom történetéből; főszerk. Krausz Tamás, szerk. Schiller Erzsébet; Magyar Ruszisztikai Intézet, Bp., 1998 (Ruszisztikai könyvek)
- Rendszerváltás és társadalomkritika. Tanulmányok a kelet-európai átalakulás történetéből; szerk. Krausz Tamás; Napvilág, Bp., 1998
- Hajrá, MTK!; szerk. Galla Miklós, Krausz Tamás, Szántó András, Ágens-Press, Csobánka, 1999
- A Balkán-háborúk és a nagyhatalmak. Rigómezőtől Koszovóig. Történeti és politológiai előadások; szerk. Krausz Tamás; Napvilág, Bp., 1999 (Politikatörténeti füzetek)
- Ormos Mária: Hitler / Krausz Tamás: Sztálin; Pannonica, Bp., 1999 (Fekete-fehér)
- Kratkij ocserk isztorii Rosszii v XX veke; oroszra ford. Szergej Volʹszkij; Mir i Szemja–Interlajn, Szankt-Petyerburg, 2001
- Gulag. A szovjet táborrendszer története; szerk. Krausz Tamás; Pannonica, Bp., 2001
- Peresztrojka és tulajdonáthelyezés. Tanulmányok és dokumentumok a rendszerváltás történetéből a Szovjetunióban, 1985–1991; szerk. Krausz Tamás, Sz. Bíró Zoltán; Magyar Ruszisztikai Intézet, Bp., 2003 (Ruszisztikai könyvek)
- Lenintől Putyinig. Tanulmányok és cikkek, 1994–2003 (La Ventana, 2003)
- Sztálin élete és kora; Pannonica, Bp., 2003
- Életünk Kelet-Európa. Tanulmányok Niederhauser Emil 80. születésnapjára; szerk. Krausz Tamás, Szvák Gyula; Pannonica–Magyar Ruszisztikai Egyesület, Bp., 2003
- Peresztrojka és tulajdonáthelyezés. Tanulmányok és dokumentumok a rendszerváltás történetéből a Szovjetunióban, 1985–1991; szerk. Krausz Tamás, Sz. Bíró Zoltán; Magyar Ruszisztikai Intézet, Bp., 2003
- A sztálinizmus hétköznapjai. Tanulmányok és dokumentumok a Sztálin-korszak történetéből. Felsőoktatási tankönyv; szerk. Krausz Tamás; Nemzeti Tankönyvkiadó, Bp., 2003
- Antiszemitizmus – holokauszt – államszocializmus (Nemzeti Tankönyvkiadó, 2004) (angolul is)
- Az ismeretlen fekete könyv. Szemtanúk vallomásai a szovjet zsidók tragédiájáról, 1941–1944. Egyetemi segédkönyv (Nyeizvesztnaja csornaja knyiga); magyar változat szerk. Krausz Tamás, oroszból ford. Székely Ervin; Pannonica, Bp., 2005
- Kelet-Európa: történelem és sorsközösség. Palotás Emil 70. születésnapjára; szerk. Krausz Tamás; ELTE Kelet-Európa Története Tanszék, Bp., 2006
- A Ságvári-dosszié. A Legfelsőbb Bíróság és a jogállam; szerk. Krausz Tamás, Léderer Pál, Tamás Tibor; Pannonica, Bp., 2006
- Az árral szemben: beszélgetések Krausz Tamással (L'Harmattan, 2006) – Szarka Klárával
- A történetírás új tendenciái a rendszerváltás után Kelet-Európában; szerk. Csaplár-Degovics Krisztián, Krausz Tamás; L'Harmattan–ELTE BTK Kelet-Európa Története Tanszék, Bp., 2007 (Kelet-európai tanulmányok)
- Államszocializmus. Értelmezések, viták, tanulságok; szerk. Krausz Tamás, Szigeti Péter; L'Harmattan–Eszmélet Alapítvány, Bp., 2007 (Eszmélet könyvtár)
- A Szovjetunió története, 1914–1991; Kossuth, Bp., 2008 (A rövid XX. század)
- A játék hatalma: futball, pénz, politika; szerk. Krausz Tamás, Mitrovics Miklós; L'Harmattan–ELTE BTK Kelet-Európa Története Tanszék, Bp., 2008 (Kelet-európai tanulmányok)
- Lenin – Társadalomelméleti rekonstrukció (Napvilág, 2008)
  - angolul:  Reconstructing Lenin: An Intellectual Biography. NYU Press (2015. június 20.). ISBN 978-1-58367-450-5
- 1919. A Magyarországi Tanácsköztársaság és a kelet-európai forradalmak; szerk. Krausz Tamás Vértes Judit; L'Harmattan–ELTE BTK Kelet-Európa Története Tanszék, Bp., 2010 (Kelet-európai tanulmányok)
- Az új nemzetállamok és az etnikai tisztogatások Kelet-Európában 1989 után. Az Eötvös Loránd Tudományegyetem Bölcsészettudományi Karán 2009. február 9-én megtartott nemzetközi konferencia anyaga; szerk. Juhász József, Krausz Tamás; L'Harmattan–ELTE BTK Kelet-Európa Története Tanszék, Bp., 2009 (Kelet-európai tanulmányok)
- 1968. Kelet-Európa és a világ; szerk. Bartha Eszter, Krausz Tamás; L'Harmattan–ELTE BTK Kelet-Európa Története Tanszék, Bp., 2009 (Kelet-európai tanulmányok)
- Lukács György és a szocialista alternatíva. Tanulmányok és dokumentumok; összeáll., szerk. Krausz Tamás; L'Harmattan–Eszmélet Alapítvány, Bp., 2010 (Eszmélet kiskönyvtár)
- 1919. A Magyarországi Tanácsköztársaság és a kelet-európai forradalmak; szerk. Krausz Tamás, Vértes Judit; L'Harmattan–ELTE BTK Kelet-Európa Története Tanszék, Bp., 2010 (Kelet-európai tanulmányok)
- Rendszerváltás és történelem. Tanulmányok a kelet-európai átalakulásról; szerk. Krausz Tamás, Mitrovits Miklós, Zahorán Csaba; L'Harmattan–ELTE BTK Kelet-Európa Története Tanszék, Bp., 2010 (Kelet-európai tanulmányok)
- A nagy honvédő háború. A Vörös Hadsereg 21. gyalogsági hadosztálya 93. harckocsivadász tüzérségi zászlóalja 3. ütege hősi tetteinek krónikája; szerk. Krausz Tamás, oroszból ford. Mezei Bálint, Andrej Ogoljuk; hasonmás kiad.; Russica Pannonicana, Bp., 2010
- Vitás kérdések a Szovjetunió és Kelet-Európa XX. századi történetében, (Russica Pannonicana, 2011)
- Háború és nemzeti önismeret. 70 éve támadta meg a náci Németország a Szovjetuniót. A Magyar-Orosz Történész Vegyesbizottság nemzetközi konferenciájának szerkesztett előadásai. 2011. június 10.; szerk. Bartha Eszter, Krausz Tamás; Russica Pannonicana, Bp., 2011 (Ruszisztikai könyvek)
- A magyar megszálló csapatok a Szovjetunióban. Levéltári dokumentumok 1941–1947; főszerk. Krausz Tamás, összeáll., szerk. Krausz Tamás és Varga Éva Mária, térképek Nagy Béla; L'Harmattan, Bp., 2013
- Az antiszemitizmus történeti formái a cári birodalomban és a Szovjetunió területein; szerk. Krausz Tamás, Barta Tamás; Russica Pannonicana, Bp., 2014 (Ruszisztikai könyvek)
- Világháború, világforradalom, világbéke?; szerk. Krausz Tamás, Katkó Márton Áron, Mészáros Zsófia; ELTE BTK Kelet-Európa Története Tanszék, Bp., 2017 (Kelet-európai tanulmányok)
- A népirtástól a történelemhamisításig. Rendszerkritikai megközelítések Krausz Tamással; riporter Bartha Eszter; Eszmélet Alapítvány, Bp., 2019 (Eszmélet zsebkönyvtár)
- Lukács György és Mészáros István. Filozófiai útkeresés – levelezésük tükrében; sajtó alá rend. Krausz Tamás, Szigeti Péter; Eszmélet Alapítvány, Bp., 2019 (Eszmélet zsebkönyvtár)

## Külső hivatkozások
- Szakmai önéletrajza Archiválva 2016. március 3-i dátummal a Wayback Machine-ben
- Adatlapja az MTA honlapján
- A Baloldali Alternatíva történetéből Archiválva 2008. augusztus 31-i dátummal a Wayback Machine-ben
- Good bye MSZP! – Krausz Tamás írása, Népszabadság online, 2009. április 7.
- Tertium datur. Írások Krausz Tamás 70. születésnapjára; szerk. Juhász József, Szvák Gyula; Russica Pannonicana, Bp., 2018 (Ruszisztikai könyvek)